# Too Much/Playing for Keeps
'Too Much/Playing for Keeps è un singolo di Elvis Presley, pubblicato su 78 e 45 giri il 4 gennaio 1957.

## Descrizione
Too Much è un brano musicale scritto da Bernard Weinman e Lee Rosenberg e registrato nel 1954 da opera di Bernard Hardison per la Republic Records. Elvis Presley registrò la canzone nel settembre 1956 e la cantò per la prima volta davanti al pubblico il 6 gennaio 1957 all'Ed Sullivan Show sull'emittente televisiva CBS
Il retro Playing for Keeps è un brano scritto da Stan Kesler, session man della Sun records.
Il disco raggiunse la posizione numero uno sia nella classifica di Cashbox che in quella di Billboard per tre settimane ed arrivò al numero 3 nella classifica R&B.

## Tracce
Lato A
1. Too Much – 2:30 (Bernard Weinman e Lee Rosenberg)

Lato B
1. Playing for Keeps – 2:50 (Stan Kesler)

## Formazione
- Elvis Presley – voce solista, chitarra acustica ritmica
- Scotty Moore – chitarra elettrica solista
- Bill Black – basso
- D. J. Fontana - batteria
- Floyd Cramer - pianoforte
- The Jordanaires - cori

## Classifica
| Classifica (1957)                  | Posizione raggiunta |
| ---------------------------------- | ------------------- |
| U.S. Billboard Hot 100             | 1                   |
| U.S. Billboard Hot Country Singles | 3                   |
| U.S. Billboard Hot R&B Singles     | 3                   |